# La Créature du marais (film)
Pour les articles homonymes, voir Swamp Thing (homonymie).
Série
La Créature du lagon : Le Retour
(1989)
Pour plus de détails, voir Fiche technique et Distribution.
La Créature du marais (Swamp Thing) est un film américain réalisé par Wes Craven, sorti en 1982.
Il est adapté de la série de comics mettant en scène le personnage Swamp Thing créé par Len Wein et Bernie Wrightson et publié par DC Comics.

## Synopsis
Sud des États-Unis. Alice Cable est nommée auprès du Dr. Alec Holland, après le décès de son prédécesseur. Dans son laboratoire en plein cœur des marais, Alec travaille notamment avec sa sœur Linda. Ils découvrent par hasard une cellule végétale qui permet d'éradiquer la famine dans le monde. Anton Arcane fait irruption dans le laboratoire avec ses hommes, vole ses recherches et kidnappe Alice. Alec Holland est laissé pour mort. Brûlé et touché par le produit qu'il a inventé, Alec se transforme en une créature repoussante et assoiffée de vengeance. Alice va tenter de le retrouver avec l'aide d'un jeune garçon, Jude.

## Fiche technique
Sauf indication contraire, les informations mentionnées dans cette section peuvent être confirmées par les bases de données cinématographiques IMDb et Allociné,  présentes dans la section « Liens externes ».
- Titre original : Swamp Thing
- Titre français et québécois : La Créature du marais
- Réalisation et scénario : Wes Craven, d'après le personnage Swamp Thing créé par Len Wein et Bernie Wrightson
- Musique : Harry Manfredini
- Direction artistique : Robb Wilson King et David Nichols
- Costumes : Patricia Bolomet
- Photographie : Robbie Greenberg
- Son : Robert Deschaine, David Dockendorf, John L. Mack et Don MacDougall
- Montage : Richard Bracken
- Production : Benjamin Melniker et Michael E. Uslan
- Sociétés de production[1] : Swampfilms
- Société de distribution : Embassy Pictures (États-Unis), United Artists
- Budget : 3 millions de $[2]
- Pays de production :  États-Unis
- Langue originale : anglais
- Format[3] : couleur (Technicolor) - 35 mm - 1,85:1 (Panavision) - son Stéréo
- Genre : épouvante-horreur, science-fiction, super-héros
- Durée : 91 minutes ; 93 minutes (version uncut non censurée)
- Dates de sortie[4] :
  - Canada : 1er janvier 1982
  - États-Unis : 19 février 1982
  - France : 4 août 1982
- Classification[5] :
  - États-Unis : des scènes peuvent heurter les enfants - accord parental souhaitable (PG - Parental Guidance Suggested)
  - France : tous publics[6]
  - Québec : tous publics (G - General Rating)
- Affiche : Jouineau Bourduge (France)

## Distribution
- Louis Jourdan (VF : Richard Leblond) : Anton Arcane
- Adrienne Barbeau : Alice Cable
- Ray Wise (VF : Michel Papineschi) : Dr Alec Holland
- David Hess : Ferret
- Nicholas Worth : Bruno
- Don Knight : Harry Ritter
- Al Ruban (VF : Alain Flick) : Charlie
- Dick Durock (VF : Serge Lhorca) : la créature du marais
- Nannette Brown : Dr Linda Holland
- Reggie Batts : Jude
- Karen Price : Karen, la messagère d'Arcane
- Mimi Craven : la secrétaire d'Arcane
- Ben Bates : Arcane monstre
- Bill Erickson : le jeune agent
- Dov Gottesfeld : le commando

 Source et légende : version française (VF) sur RS Doublage et selon le carton du doublage français sur le DVD zone 2.

## Production
Après plusieurs films horreur, Wes Craven s'essaie ici à la science-fiction. Il adapte les comics mettant en scène Swamp Thing, un personnage créé par Len Wein et Bernie Wrightson.

### Tournage
Le tournage a lieu en Caroline du Sud, notamment à Moncks Corner et Charleston.

## Accueil

### Accueil critique
Le film reçoit des critiques partagées. Sur l'agrégateur américain Rotten Tomatoes, il récolte 65% d'opinions favorables pour 37 critiques et une note moyenne de 5,77⁄10. Le consensus du site : « Sans vergogne kitsch - souvent à son détriment - Swamp Thing n'est pas sans charmes, parmi lesquels Adrienne Barbeau dans le rôle de la demoiselle en détresse ». Sur Metacritic, il obtient une note moyenne de 50⁄100 pour 10 critiques.
Le célèbre critique américain du Chicago Sun-Times Roger Ebert lui donne la note de 3⁄4. John Kenneth Muir note que ce film diffère fortement des précédents longs métrages de Wes Craven, qui prouve selon lui qu'il est capable de montrer aux majors hollywoodiennes qu'il peut mêler action, cascades et stars. Il remarque également que le réalisateur-scénariste abandonne ici ses thèmes de prédilection (problèmes familiaux et sociétaux) au profit du divertissement pur.
J.C. Maçek III de PopMatters écrit quant à lui « Aussi amusant que ce film puisse être (et c'est souvent le cas), il est également souvent difficile d'ignorer que Swamp Thing est en fin de compte, au fond, un film de monstres en costume de caoutchouc ».

## Distinction

### Nominations
- Académie des films de science-fiction, fantastique et d'horreur - Prix Saturn 1983 : Meilleur film d'horreur[16].

## Commentaires
On peut entendre le cri Wilhelm quand la créature éjecte un ennemi de son hydroglisseur. Par ailleurs, le personnage d'Alice Cable est un amalgame entre deux personnages des comics : Abby Arcane et Matthew Joseph Cable.

## Suite et séries télévisées
Le film est suivi par La Créature du lagon : Le Retour, sorti en 1989. Louis Jourdan et Dick Durock y reprennent leurs rôles respectifs. Le film est réalisé par Jim Wynorski.
Dick Durock incarne à nouveau la créature dans la série télévisée Les Nouvelles Aventures de la créature du marais (1990-1993). Une série d'animation sera par ailleurs diffusée entre 1991 et 1993. Une autre série en prises de vues réelles, Swamp Thing,  sera produite et diffusée dès 2019 mais ne connait que 10 épisodes.